# Amy Locane
Amy Rose Locane (nascuda el 19 de desembre de 1971) és una actriu de cinema i televisió nord-americana. És coneguda pel seu paper en la comèdia musical Cry-Baby de John Waters el 1990. El 1992, Locane va interpretar a Sandy Harling en la primera temporada de la sèrie de televisió Melrose Place. També és recordada pel seu paper com Kayla en la pel·lícula Airheads de 1994.